# Marcos Moshinsky
Marcos Moshinsky (Kiev, 20 de abril de 1921 — Cidade do México, 1 de abril de 2009) foi um físico mexicano de origem ucraniana.

## Publicações selecionadas
- M. Moshinsky and Y. F. Smirnov, The harmonic oscillator in modern physics, Informa HealthCare, Amsterdam 1996.
- M. Moshinsky, Diffraction in time, Phys. Rev. 88, 625 (1952).